# José Oriol y Bernadet
José Oriol y Bernadet (Alfar, 1811-Las Escaldas, 1860) fue un arquitecto, matemático y profesor español.

## Biografía
Nacido en 1811 en la localidad gerundense de Alfar, en el seno de una modesta familia de artesanos, estudió en las clases de la Junta de comercio de Barcelona y fue discípulo de Onofre Novellas. Siguió la carrera de arquitecto, tomó el título de regente de primera clase y el doctorado en ciencias. En 1836 fue nombrado catedrático de matemáticas por la Real Sociedad de amigos del país de Tarragona. Desempeñó el cargo de director de caminos vecinales, fue catedrático de matemáticas en la Real Academia de ciencias naturales y exactas y de la Universidad de Barcelona y director del Instituto de segunda enseñanza. Fundó en la Lonja la primera cátedra de dibujo lineal escribiendo una obra, con un atlas para que sirviera de texto. Dirigió las obras de varias fábricas para trabajar con la fuerza hidráulica del canal de la derecha del río Llobregat, construyó el ferrocarril de Barcelona a Granollers, estudió un ferrocarril a San Juan de las Abadesas (que no se construyó), e hizo el proyecto del manicomio del hospital de Santa Cruz de Barcelona, en construcción a finales del siglo XIX.  Visitó la Exposición Universal de Londres de 1851 en calidad de agregado a la Comisión regia, viajó después por Bélgica, Suiza, Francia e Italia, recogiendo muchos elementos artísticos para sus proyectos. En 1844 publicó algunas poesías en El Imparcial de Barcelona. Falleció en Andorra, en el balneario de Las Escaldas, el 30 de julio de 1860, a la edad de cuarenta y nueve años. Fue enterrado en el cementerio de Villanueva de Fleuri. En 1863 se trasladaron sus restos a España.

## Obras
- «Memoria sobre el claro obscuro de la pintura deducido de las leyes de óptica». Presentada a la Real Academia de ciencias naturales y artes de Barcelona en 1835.[1]
- La aritmética de las escuelas y del comercio y el álgebra mercantil. Tarragona, imp. de Andrés Granell, 1839. En 4.° dos tomos, el 1.° 247 págs. y el 2.° 312 págs.[1]
- Tratado teórico-práctico completo de arimética, álgebra mercantil y teneduría de libros, junto con Antonio Guillen. Barcelona, imp. de J. Verdaguer, 1841. Dos tomos en 4.°.[1]
- Secretos novísimos de artes y oficios de Pelouze, traducidos y aumentados. Barcelona imp. de M. Sauri, 1841. En 8.°.[1]
- «Memoria sobre las proyecciones geométricas de las sombras». Leída en la Real Academia de ciencias naturales y artes de Barcelona en 25 de mayo de 1842.[1]
- Manual de aritmética para niños y niñas, Barcelona imp. de El Constitucional. 1842. En 8.º 216 págs.[1]
- Manual de álgebra, Barcelona, imp. de J. Matas, 1844. En 8.° XVI-288 págs.[1]
- Elementos de geometría y dibujo lineal. Tercera edición. Barcelona imp. J. Bosch, 1847. 144 págs. y 3 láms.[1]
- Los rudimentos de aritmética. Barcelona. imprenta de R. Torres, 1847. En 16.°, 56 págs.[1]
- «Elogio de D. Onofre Novellas.» Barcelona, imp. de el Sol, 1850. En 4.°, 43 págs.[1]
- Tratado elemental completo de dibujo lineal con sus aplicaciones á las artes. Segunda edición. Barcelona, imp. de T. Gorchs, 1850. En 8.° XXIV-426 págs. con 19 láms y un atlas en folio de 24 con láms. litografiadas.[1]
- Manual de aritmética demostrada al alcance de los niños. Quinta edición. Barcelona imp. de J. Gorchs, 1859. En 8.° 228 págs.[1]
- «Memoria relativa á los estudios que el nuevo reglamento de la Escuela de Nobles artes de San Fernando señala á los que se dedican á la carrera de arquitectura». Leída en la Real Academia de ciencias naturales y artes el 27 de abril de 1848.[1]
- «Memoria sobre las columnas triunfales». el 22 de noviembre de 1855.[b]
- «Memoria sobre las condiciones filosóficas y artísticas de los monumentos». Leída el 9 de marzo de 1854.[1]
- «Elogio del ilustre Sr.D. José Melchor Prat». Barcelona, imp. de T. Gorchs, 1856. En 8.° 36 páginas.[1]
- «Memoria leida en la solemne apertura del curso académico de 1859 á 1860. Instituto de 2.ª enseñanza de la provincia de Barcelona». Barcelona, imp. de T. Gorchs, 1859. En 8.° mayor, 25 págs.[1]
- «Memoria sobre los sistemas generales de enseñanza». Leída en la Real Academia de ciencias naturales y artes el 10 de marzo de 1860.[1]